# Човек који је убио Либертија Валанса
Човек који је убио Либертија Валанса (енгл. The Man Who Shot Liberty Valance) је амерички класични вестерн филм из 1962. године, режисера Џона Форда, у коме главне улоге играју Џон Вејн и Џејмс Стјуарт. Сценарио Џејмса Ворнера Беле и Вилиса Голдбека адаптиран је из истоимене приповетке Дороти М. Џонсон из 1953. године. У споредним улогама су Вера Мајлс, Ли Марвин (као Либерти Валанс), Едмонд О'Брајен, Енди Девајн, Џон Карадин, Вуди Строд, Стразер Мартин и Ли ван Клиф.
Године 2007, Конгресна библиотека је одабрала филм за чување у Националном регистру филмова Сједињених Држава као „културолошки, историјски или естетски значајан”.

## Радња
Негде почетком 20. века, амерички сенатор Ренсом „Ренс” Стодард и његова супруга Хали стижу у Шинбоун, погранични град у неименованој западној држави, да присуствују сахрани Тома Донифона. На питање уредника локалних новина зашто би сенатор присуствовао сахрани сиромашног ранчера, Стодард одговара причом која га враћа 25 година уназад.
Улазећи на тада неинкорпорисану територију као млади адвокат, Ренса претуку и опљачкају злогласни одметник Либерти Валанс и његова банда. Том Донифон и његов помоћник Помпи проналазе Ренса и одводе га у Шинбоун, где Томова девојка, Хали, лечи његове ране. Ренс сазнаје да Валанс често терорише Шинбоун и околну земљу јер је локални маршал, Линк Еплјард, гојазан и превише плашљив да би га зауставио. Том каже да Валанс разуме само силу, али Ренс је одлучан да приведе Валанса правди путем закона.
Док је оснивао своју адвокатску праксу, Ренс је радио у ресторану Питера Ериксона, где Хали и ради, и након што је сазнао да је неписмена, отвара школу за децу и одрасле у задњем делу новинске канцеларије Шинбоун Стар након што се спријатељио са њеним уредником, Датоном Пибодијем. Такође почиње да вежба са Пибодијевим старим пиштољем након што га Валанс малтретира у ресторану. Хали, привучена Ренсом и забринута за његову безбедност, прича Тому о Ренсовој вежби са оружјем. Том води Ренса на свој ранч на час пуцања, показујући како реновира кућу за свој предстојећи брак са Хали, јасно стављајући то до знања Ренсу. Током лекције, он превари Ренса тако што гађа канте са фарбом изнад његове главе и испрља му одећу. Ренс љутито удара Тома и одлази.
Мештани Шинбоуна се састају да изаберу два делегата за предстојећу државну конвенцију у главном граду територије. Том одбија Ренсову номинацију: на крају, Ренс и Пибоди су изабрани. Валанс, кога су ангажовали сточарски барони који се противе државности, покушава и не успева да заплаши бираче да га изаберу за делегата. Валанс изазива Ренса на двобој који ће се одржати касније увече. Том нуди помоћ Ренсу да напусти град, али Ренс тврдоглаво одбија.
Те вечери, Валанс и његова банда вандализују новинску канцеларију и тешко повређују Пибодија јер је штампао приче које они сматрају увредљивим. Ренс се наоружава и креће за Валансом; чак и пијан, Валанс лако разоружа неискусног Ренса и спрема се да га убије. Ренс узима свој пиштољ, упуца Валанса и наизглед га убија. Ренс се враћа код Ериксона где му Хали превија руку; Том улази и види Халину јасну наклоност према Ренсу док она лечи његове ране. Он се напије, приморава Еплјарда да истера Валансове људе из града и покушава самоубиство запаливши своју кућу; Помпи успева да га спасе.
На територијалној конвенцији, Ренс је номинован за њиховог делегата у Конгресу, али се повлачи након што га је представник сточарских барона назвао убицом, осећајући да не може да изгради каријеру након „убијања човека”. Том стиже и објашњава Ренсу да је он, а не Ренс, тај који је убио Валанса; знајући да се Ренс никада не би могао надати да ће победити Валанса, Том га је упуцао Помпијевом пушком у исто време када је Ренс опалио. Том охрабрује Ренса да прихвати номинацију због Халиног добра пре него што тихо изађе са конвенције.
У садашњости, Ренсова све већа политичка достигнућа – државни гувернер, сенатор, амбасадор у Уједињеном Краљевству и вероватно кандидат за потпредседника на предстојећим изборима – испуњавају године између, али уредник, знајући да би објављивање приче уништило Ренсово наслеђе, одлучује да спали своје белешке и остави га да у миру води Томову сахрану. На повратку у Вашингтон, Ренс размишља о повлачењу у Шинбоун, што Хали одговара. Док се захваљује кондуктеру на бројним љубазностима, кондуктер одговара: „Ништа није превише добро за човека који је убио Либертија Валанса!”

## Улоге
| Глумац           | Улога                 |
| ---------------- | --------------------- |
| Џон Вејн         | Том Донифон           |
| Џејмс Стјуарт    | Ренсом „Ренс” Стодард |
| Вера Мајлс       | Хали Стодард          |
| Ли Марвин        | Либерти Валанс        |
| Едмонд О'Брајен  | Датон Пибоди          |
| Енди Девајн      | маршал Линк Еплјард   |
| Кен Мари         | Док Вилоуби           |
| Џон Карадин      | Касијус Старбакл      |
| Џенет Нолан      | Нора Ериксон          |
| Џон Куален       | Питер Ериксон         |
| Вилис Буши       | кондуктер Џејсон Тали |
| Карлтон Јанг     | Максвел Скот          |
| Вуди Строуд      | Помпи                 |
| Денвер Пајл      | Ејмос Каратерс        |
| Стразер Мартин   | Флојд                 |
| Ли ван Клиф      | Рис                   |
| Роберт Ф. Сајмон | Хенди Стронг          |
| О. З. Вајтхед    | Херберт Каратерс      |
| Пол Берч         | градоначелник Вајндер |
| Џозеф Хувер      | Чарли Хасбрук         |

## Продукција
За разлику од ранијих вестерна Џона Форда, као што су Трагачи (1956) и Носила је жуту траку (1949), Човек који је убио Либертија Валанса је снимљен у црно-белој у студију Paramount Pictures. Постоје многе приче и спекулације које објашњавају ову одлуку. Форд је тврдио да преферира тај медиј у односу на боју: „У црно-белом, морате бити веома пажљиви. Морате да знате свој посао, да правилно поставите сенке, да имате исправну перспективу, али у боји, то је све ту”, рекао је он. „Могли бисте рећи да сам старомодан, али црно-бело је права фотографија.” Форд је такође наводно тврдио да врхунац пуцњаве између Валанса и Стодарда не би функционисао у боји.
Други су одсуство величанствених погледа на отвореном који су тако преовладавали у ранијим Фордовим вестернима протумачили као „основно поновно замишљање [од стране Форда] његовог митског Запада” – грубљи, мање романтичан, реалистичнији приказ пограничног живота. Прагматичније тумачење наводи чињеницу да су Вејн и Стјуарт, две највеће холивудске звезде које су по први пут сарађивале, били знатно старији (54, односно 53 године) од ликова које су играли. Снимање у црно-белој техници помогло је да се ублажи суспензија неверице која је неопходна да би се прихватио тај диспаритет. Међутим, према сниматељу Вилијаму Х. Клотијеру: „Постојао је један разлог и само један разлог... студио је смањивао трошкове. Иначе бисмо били у Долини споменика или Бракетвилу и имали бисмо залихе боја. Форд је морао да прихвати те услове или да не сними филм.”
Други услов који је студио наметнуо, према Лију ван Клифу, био је да Вејн добије улогу Донифона. Форд је негодовао због мешања студија и узвратио је немилосрдно исмевајући Вејна током снимања. „Није желео да Вејн помисли да му чини услугу”, рекао је ван Клиф. Строуд је испричао да је Форд „стално замарао Вејна због његовог неуспеха да успе као амерички фудбалер”, упоређујући га са Строудом (бивши бек НФЛ), кога је прогласио „правим фудбалером”. (Вејнова фудбалска каријера у УСЦ-у била је прекинута повредама.) Такође је исмевао Вејна што се није пријавио током Другог светског рата, током којег је Форд снимио серију надалеко хваљених борбених документараца за Канцеларију за стратешке услуге и био рањен у бици код Мидвеја, а Стјуарт је са одликовањем служио као пилот и командовао групом бомбардера. „Колико сте се обогатили док је Џими ризиковао свој живот?” питао га је. Вејново избегавање ратне службе био је главни извор кривице за њега у каснијим годинама. Још једно веродостојно објашњење је да је Форд држао Вејна ван равнотеже да би појачао фокус и моћ његовог наступа.
Стјуарт је испричао да је на средини снимања Вејн питао зашто он, Стјуарт, никада није био мета Фордових отровних примедби. Остали глумци и чланови екипе такође су приметили Стјуартов очигледан имунитет од Фордовог злостављања. Затим, пред крај снимања, Форд је питао Стјуарта шта мисли о Строудовом костиму за почетак и крај филма, када су глумци играли своје 25 година старије улоге. Стјуарт је одговорио: „Изгледа ми помало као ујак Ремус.” Форд је одговорио: „Шта није у реду са ујаком Ремусом?” Позвао је на пажњу екипе и најавио: „Један од наших играча не воли Вудијев костим. Сада, не знам да ли господин Стјуарт има предрасуде према црнцима, али само сам желео да сви знате о томе.” Стјуарт је рекао да је „желео да се увуче у мишју рупу”, али Вејн му је рекао: „Па, добро дошли у клуб. Драго ми је да си успео.”
Фордово понашање „...стварно је разбеснело Вејна”, рекао је Строуд, „али он то никада не би изнео на Форду”, човеку који је у великој мери одговоран за његов успон до славе. „На крају је то искалио на мени.” Док је снимао спољашњи снимак на запрежним колима, Вејн је замало изгубио контролу над коњима и одбацио Строуд када је покушао да помогне. Када су коњи стали, Вејн је покушао да се потуче са млађим и способнијим Строудом. Форд је повикао: „Не ударај га, Вуди, потребан нам је.” Вејн је касније рекао Строуду: „Морамо да радимо заједно. Обојица морамо бити професионалци.” Строуд је окривио Форда за скоро сваки проблем на сету. „Какав јадан филм за направити”, додао је он.
Стјуарт је потписан пре Вејна на промотивним постерима и трејлерима, али у самом филму, Вејново име се појављује прво и нешто више на натписној табли. Студио је такође прецизирао да се Вејново име појављује испред Стјуартовог на биоскопима, наводно на Фордов захтев. „Вејн је заправо играо главну улогу”, рекао је Форд Питеру Богдановичу. „Џими Стјуарт је имао већину страна [секвенце са дијалогом], али Вејн је био централни лик, мотивација за целу ствар.”
Делови филма снимани су у регионалном парку Вајлдвуд у Таузанд Оуксу у Калифорнији.

## Музика
Музичку партитуру за филм компоновао је Сирил Џ. Мокриџ, али у сценама које укључују Халину везу са Донифоном и Стодардом, Форд је поновио „Ann Rutledge Theme” Алфреда Њумана из филма Млади господин Линколн. Рекао је Богдановичу да је користио тему у оба филма да изазове потиснуту жељу и изгубљену љубав. Филмски стручњак Кетрин Калинак напомиње да тема Ен Рутлиџ „кодира чежњу” и „одсликава неуспелу љубавну везу између Хали и Тома Донифона, растућу љубав између Хали и Ренса Стодарда и трауматски губитак који је Хали доживела због свог избора једног преко другог, од којих ниједан није јасно артикулисан дијалогом.” Делове песме „There'll Be a Hot Time in the Old Town Tonight” у сценама свирају барски музичари.
Мокриџова главна тема која отвара филм такође се може чути, у нешто другачијем облику, у трејлеру за Реку без повратка са Робертом Мичамом и Мерилин Монро објављеном 1953. године.
Песма Бурта Бахараха и Хала Дејвида „(The Man Who Shot) Liberty Valance” постала је топ-10 хит за Џина Питнија. Иако је заснована на заплету филма, није коришћен у филму. Питни је у интервјуу рекао да је био у студију који је спремао снимање песме када нас је „... Бахарах обавестио да је филм управо изашао.” Чини се мало вероватним да би песма била коришћена за уводну шпицу пошто њен текст открива изненађујући крај филма. Филм је објављен 18. априла 1962. године, а песма је ушла на Billboard Hot 100 недеље која се завршила 28. априла 1962. године, достигавши врхунац на четвртом месту у јуну. Џими Роџерс је такође снимио песму, у стилу Џина Питнија. Џејмс Тејлор ју је обрадио на свом албуму из 1985. That's Why I'm Here, као и The Royal Guardsmen на свом албуму Snoopy vs. the Red Baron из 1967. године. Такође ју је обрадио аустралијски рок бенд Regurgitator на свом албуму To Hal and Bacharach из 1998. године. Чланови Вестерн писаца Америке изабрали су је за једну од 100 најбољих вестерн песама свих времена.

## Пријем
Филм је објављен у априлу 1962. и постигао је финансијски и критичарски успех. Снимљен са буџетом од 3,2 милиона долара, зарадио је 8 милиона долара, што га чини 15. филмом са највећом зарадом 1962. године. Костими Едит Хед су номиновани за Оскара за најбољу костимографију (црно-бели), те је ово један од ретких вестерна икада номинованих у тој категорији.
Критике су биле углавном биле позитивне, иако су бројни критичари мислили да је завршни чин разочаравајући. Часопис Variety је филм назвао „забавним и емоционално укљученим”, али је сматрао да кад би се филм завршио 20 минута раније, „то би била напета, кумулативна студија ироније херојске судбине”, уместо да се завршава са „снисходљивим, мелодраматичним, антиклимактичним потезом. Оно што је требало оставити машти на вољу изриче се све док не преостане ништа за уживање или дискусију.”
The Monthly Film Bulletin се сложио, жалећи се да „последњих 20 минута... уништава вредност разоружајуће једноставности и природне топлине које су Фордов вечити производ”. Упркос томе, у рецензији се наводи да филм „има више него довољно гушта да га доживи” и да Форд „није изгубио ништа од свог талента да ухвати право срце, хумор и насилни укус Старог Запада упркос запаженој рђавости његове технике”. А. Х. Вајлер из новина The New York Times је написао да је „господин Форд, који је на Западу пронашао више злата од било ког другог филмског ствараоца, такође ископао богату залиху овде”, али сматра да је филм „заглавио” када Стодард постане познат, на путу ка „очигледном, предугачком и брбљавом антиклимаксу.”
Ричард Л. Коу из The Washington Post-а назвао је филм „лежерним предивом која се може похвалити финим перформансама”, али му је сметала „невероватна чињеница да живахни грађани Шинбоуна нису сами за себе изгланцали Валанса. На ТВ-у био би отпослат са другом рекламом, а подлост би прешла на неког мутног послодавца, неког немилосрдног ранчера који није желео државност.” Џон Л. Скот из Los Angeles Times-а је написао: „Режисер Форд је крив за неколико дугих, спорих периода у свом приповедању, али углавном постоје стари, поуздани Фордови додири.” Harrison's Reports дао је филму оцену „Врло добар”, али Брендан Гил из The New Yorker-а је био негативног мишљења и назвао га „пародијом на најбоља дела господина Форда”.
Савремене оцене биле су уједначеније позитивне. Филм се сматра једним од Фордових најбољих, и у једној анкети, рангиран је са Трагачима и Револверашем као један од Вејнових најбољих вестерна. Роџер Иберт је написао да је сваки од 10 Форд/Вејн вестерна „... комплетан и самосвојан на начин који се приближава савршенству”, и издвојио Либертија Валанса као „најзадубљенијег и најзамишљенијег” у групи. Редитељ Серђо Леоне (Било једном на Дивљем западу, Добар, лош, зао) навео је Форда као велики утицај на његов рад, а Либертија Валанса као његов омиљени Фордов филм. „То је био једини филм,” рекао је, „где је [Форд] сазнао за нешто што се зове песимизам.” У ретроспективној анализи, The New York Times је назвао Либертија Валанса „...једним од великих вестерн класика”, јер „доводи у питање улогу мита у стварању легенди Запада, док ову тему поставља у елегијско атмосфера самог Запада, коју су покренули остарели Стјуарт и Вејн”. Ричард Броди из The New Yorker-а описао га је као „најбољи амерички политички филм”, због његових приказа слободне штампе, градских састанака, дебата о државности и „цивилизацијског утицаја” образовања у пограничној Америци.
Филм је препознат од стране Америчког филмског института на следећим листама:
- 2003: 100 година АФИ-ја... 100 хероја и негативаца:
  - Том Донифон – номинован за хероја[35]
- 2005: 100 година АФИ-ја... 100 филмских цитата:
  - Максвел Скот: „Ово је Запад, господине. Када легенда постане чињеница, одштампајте легенду.” – номинован[36]
- 2008: АФИ-јевих 10 топ 10:
  - Номинован за вестерн филмове[37]

### Даље читање
- Bogdanovich, P. (1978). John Ford. University of California Press. ISBN 0520034988.
- Kalinak, K. (2007). How the West Was Sung: Music in the Westerns of John Ford. University of California Press. ISBN 978-0520252349.
- McBride, Joseph (2003). Searching For John Ford: A Life. New York: St. Martin's Press. ISBN 0-312-31011-0.
- Munn, Michael (2004). John Wayne – The Man Behind The Myth. Robson Books.